# Сорока Юрій Васильович (солдат)
Юрій Васильович Сорока (4 листопада 1974, с. Гмирянка, Ічнянський район, Чернігівська область, Українська РСР — 11 червня 2017, с. Павлопіль, Волноваський район, Донецька область, Україна) — старший солдат Збройних сил України, учасник російсько-української війни.

## Біографія
Народився 1974 року в селі Гмирянка на Чернігівщині. Навчався у Гмирянській середній школі, після смерті батьків виховувався до 1989 року у Городнянській школі-інтернаті в місті Городня. У 1989—1992 роках працював різноробом у колгоспі в Гмирянці. У 1992—1994 роках проходив строкову військову службу в Збройних силах України. Після демобілізації переїхав у село Озерне Веселівського району Запорізької області, останні роки мешкав із сім'єю на Херсонщині в селі Новокам'янка Каховського району.
Під час російської збройної агресії проти України у серпні 2014 року призваний за частковою мобілізацією Каховським об'єднаним військовим комісаріатом як доброволець. З вересня 2014 року брав участь в антитерористичній операції на сході України. У 2016 році вступив на військову службу за контрактом. З 21 вересня до грудня 2016 року виконував завдання в районі міста Золотого на Луганщині, після чого підрозділ був виведений у Подільськ на ротацію, а 27 травня 2017 року зайшов на Маріупольській напрямок.
Старший солдат, командир відділення взводу технічного забезпечення 10-го окремого мотопіхотного батальйону «Полісся» 59-ї окремої мотопіхотної бригади.
11 червня 2017 року, о 16:25, поблизу села Павлопіль Волноваського району (за іншими даними, поблизу села Кальчик), військовий автомобіль Урал-4320 потрапив під ворожий обстріл з ПТРК. Внаслідок влучення протитанкової керованої ракети (ПТКР) загинули водій вантажівки старший солдат Юрій Сорока та кодувальник старший сержант Євген Яловець.
Похований 14 червня на кладовищі рідного села Гмирянки, поряд із могилами батьків.
Залишилися дружина (14 років прожили у цивільному шлюбі) та трирічний син Євгеній у Новій Каховці на Херсонщині, сестра з племінником на Чернігівщині.

## Нагороди та відзнаки
- Указом Президента України № 363/2017 від 14 листопада 2017 року, за особисту мужність і самовіддані дії, виявлені у захисті державного суверенітету та територіальної цілісності України, зразкове виконання військового обов'язку, нагороджений орденом «За мужність» III ступеня (посмертно)[5].
- Відзначений нагрудним знаком «Учасник АТО» (НГШ)[6].

## Вшанування пам'яті
- 1 вересня 2017 року на фасаді будівлі Гмирянської ЗОШ І-ІІІ ступенів встановлена меморіальна дошка полеглому на війні колишньому учню школи[7].
- В райцентрі Ічня щорічно проводяться спортивні змагання, турніри з волейболу та боксу, на честь загиблих в АТО земляків — Володимира Моісеєнка, Станіслава Кривоноса та Юрія Сороки[8].